# Black Saturday

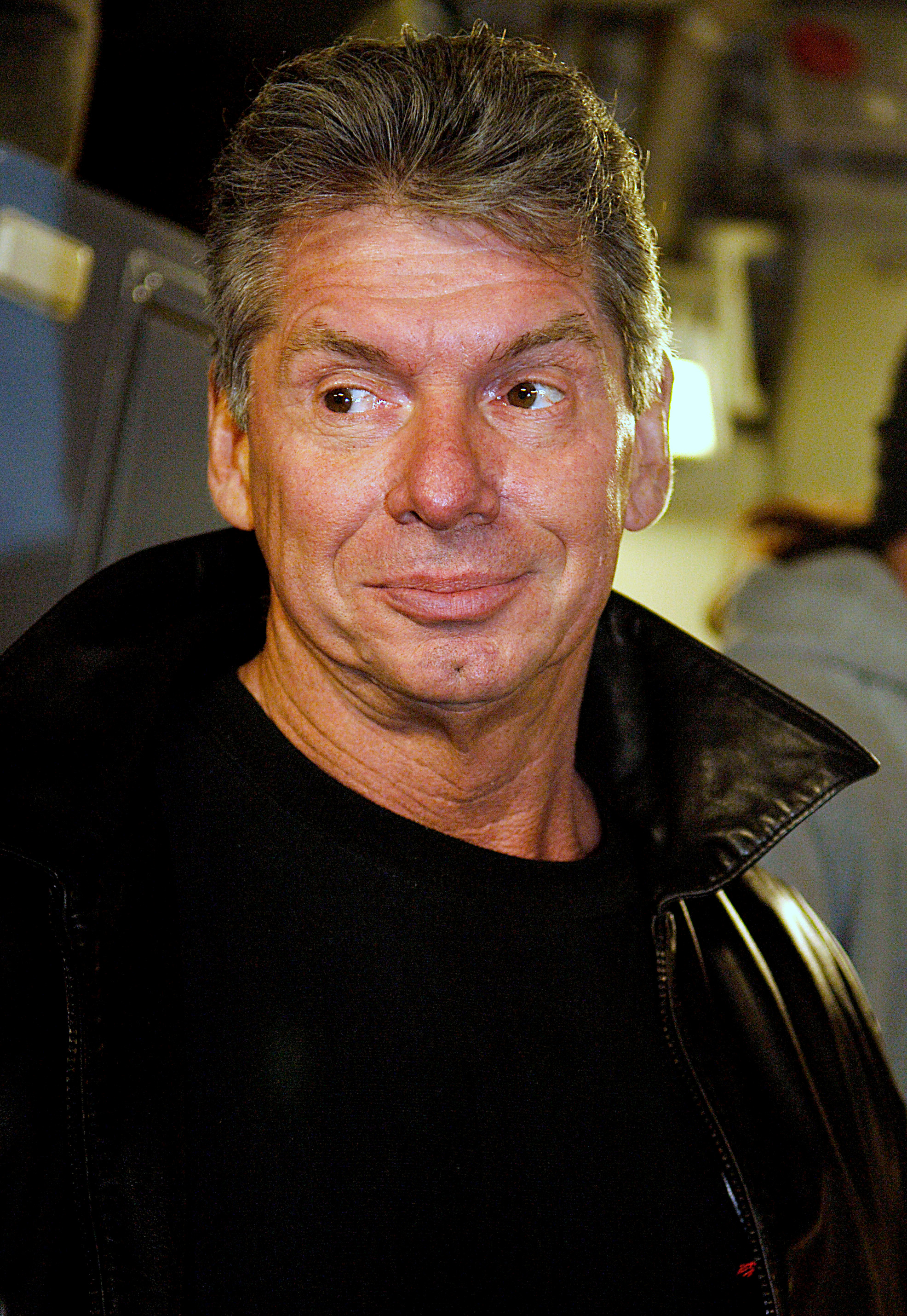
Vincent Kennedy McMahon (2006)

Black Saturday è un termine inglese utilizzato per indicare quanto accaduto il 14 luglio 1984, giorno in cui la World Wrestling Federation, federazione di wrestling statunitense, occupò lo spazio televisivo del sabato sera sull'emittente Superstation WTBS, che nei dodici anni precedenti era sempre stato riservato allo show principale della Georgia Championship Wrestling.

## Vicenda

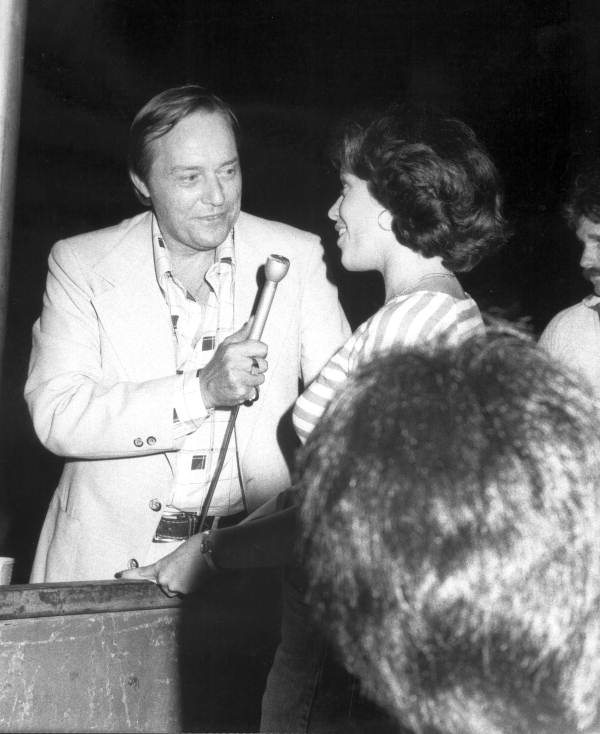
Gordon Solie intervista una fan, 1979

Il programma televisivo settimanale della Georgia Championship Wrestling aveva debuttato nel 1972 sul canale WTCG, quando il proprietario della rete televisiva Ted Turner acquistò i diritti di trasmissione dalla WQXI. A partire da quella data, il programma GCW andò in onda ogni sabato sera in puntate da due ore (dalle 18 alle 20). Nel 1976, la GCW divenne la prima compagnia affiliata alla National Wrestling Alliance ad avere il proprio programma tv trasmesso a livello nazionale via satellite negli Stati Uniti d'America.
Nel 1982, la Georgia Championship Wrestling rinominò lo show World Championship Wrestling. Jack e Gerald Brisco erano azionisti della compagnia mentre Ole Anderson, socio di minoranza, era a capo dell'ufficio creativo della federazione. Il programma della GCW era condotto dall'annunciatore Gordon Solie. World Championship Wrestling era uno show di wrestling che puntava maggiormente sul lato atletico della lotta e poneva poca enfasi sulle gimmick.
Nel 1983, il proprietario della World Wrestling Federation Vince McMahon, che aveva cominciato le sue manovre per espandere la propria compagnia, prese il controllo dello spazio televisivo della Southwest Championship Wrestling su USA Network per trasmettervi All American Wrestling. L'anno seguente, McMahon si espanse ulteriormente producendo Tuesday Night Titans.
Sempre nel 1984, McMahon decise che la WWF necessitava un secondo spazio televisivo per i suoi programmi settimanali. L'unico altro spazio tv nazionale disponibile al momento era quello della GCW sulla WTBS; se McMahon fosse stato in grado di acquisire quello slot, avrebbe avuto il controllo di tutti i programmi di wrestling mandati in onda a livello nazionale negli Stati Uniti. Di conseguenza, egli fece un'offerta economica a Ted Turner per comprare lo spazio tv dello show GCW, ma Turner rifiutò. Allora McMahon decise di adottare una strategia differente per ottenere lo spazio televisivo: comprarsi il programma e l'intera Georgia Championship Wrestling.
Anche se il programma televisivo della GCW era in possesso di una solida base di fan ed aveva buoni ascolti, le cose non andavano così bene per la Georgia Championship Wrestling stessa. La fonte dei problemi era Ole Anderson, che aveva iniziato ad alienarsi le simpatie degli altri azionisti con le sue dubbie scelte di booking. McMahon approcciò i fratelli Brisco e Jim Barnett, azionisti di maggioranza della compagnia, e discusse con loro un potenziale accordo di vendita. Tutti e tre vendettero le proprie quote della GCW a McMahon, causando la fine della compagnia che fu assorbita dalla WWF. L'ultima puntata di World Championship Wrestling prodotta dalla GCW andò il onda il 7 luglio 1984.

## Acquisizione

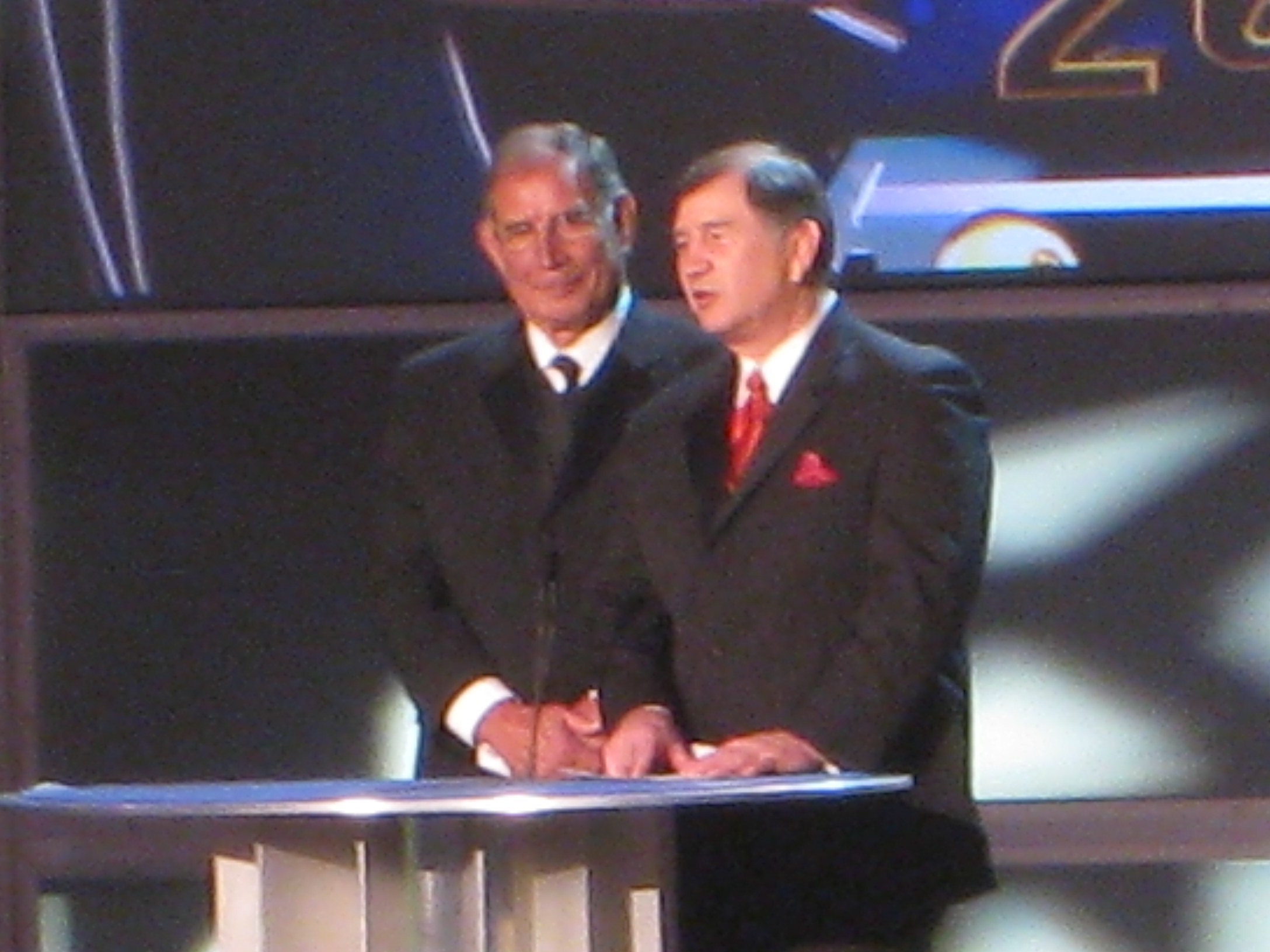
Jack Brisco (a sinistra) e il fratello Gerald nel 2008

Il 14 luglio il programma iniziò con il co-conduttore Freddie Miller (Gordon Solie era assente per ragioni mai chiarite; forse rassegnò le proprie dimissioni per protesta oppure fu licenziato dopo il passaggio di proprietà, come molti altri coinvolti nella produzione) introducendo Vince McMahon e dando il benvenuto alla WWF sul canale TBS. McMahon promise che i vecchi fan della GCW sarebbero stati soddisfatti della nuova direzione del programma.
Tuttavia, a differenza di World Championship Wrestling, che era stato un show settimanale trasmesso dagli studi della TBS di Atlanta, la nuova versione della WWF all'inizio consisteva solo di highlights di quanto già andato in onda su USA Network nei programmi WWF. Questo era in netto contrasto con la promessa di McMahon di produrre un programma originale per la TBS, includendo match registrati negli studi TBS. Alla fine, il 2 marzo 1985, la WWF cominciò a trasmettere nuovi incontri di wrestling e cambiò il nome dello show in WWF Georgia Championship Wrestling, affiancando a Miller il commentatore Gorilla Monsoon. Oltre a questi match registrati in studio, Miller intervistò molti wrestler della WWF, principalmente per promuovere la prima edizione di WrestleMania. Questa versione del programma andò in onda fino al 30 marzo 1985, utilizzando lo stesso set che sarebbe poi stato utilizzato da Jim Crockett Jr. quando avrebbe acquistato lo spazio tv da McMahon in seguito.
Dopo il passaggio di proprietà, gli ascolti del programma furono un disastro. I vecchi spettatori della GCW cominciarono a scrivere lettere di protesta alla TBS, furiosi del fatto che la Georgia Championship Wrestling non trasmettesse più il programma di una volta, e dell'allontanamento di Gordon Solie.
Ted Turner decise di offrire a Bill Watts, un promoter della Mid South Wrestling, lo slot televisivo del sabato pomeriggio sulla TBS. Inoltre, entrò in negoziazione per portare la Championship Wrestling from Georgia, una piccola federazione affiliata alla NWA fondata da Ole Anderson dopo che McMahon acquisì la GCW, a trasmettere il sabato mattina con Gordon Solie come annunciatore/presentatore. McMahon rimase alquanto contrariato dalle decisioni di Turner, in quanto pensava che la WWF sarebbe stata l'unica offerta di wrestling sulla TBS, e per questo aveva rilevato la GCW. I nuovi programmi della Mid South Wrestling e della Championship Wrestling from Georgia superarono entrambi gli indici d'ascolto della WWF.

## Conseguenze
McMahon corse ai ripari velocemente contattando Jim Barnett, che lo mise in contatto con il presidente della National Wrestling Alliance Jim Crockett Jr., proprietario della Jim Crockett Promotions, che organizzava show di wrestling in Virginia, Carolina del Nord e Carolina del Sud. All'epoca, Crockett stava cercando di contrastare l'espansione a livello nazionale della WWF unificando i restanti territori della NWA che McMahon non aveva ancora rilevato. Crockett, che aveva appena acquistato la Championship Wrestling from Georgia, comprò i diritti di trasmissione di World Championship Wrestling da McMahon per 1 milione di dollari. La JCP si sarebbe poi trasformata nella World Championship Wrestling quando Turner acquistò la federazione da Crockett nel 1988.
McMahon e Turner cominciarono una rivalità che proseguì per oltre un decennio, prima di concludersi nel 2001 quando McMahon rilevò la World Championship Wrestling dalla AOL Time Warner.
La decisione di Turner di concedere spazi televisivi a Bill Watts e Ole Anderson portò indirettamente all'esplosione del wrestling in tv negli Stati Uniti. La American Wrestling Association di Verne Gagne debuttò nel 1985 sul canale ESPN, la World Class Championship Wrestling di Fritz Von Erich la seguì un anno dopo sempre su ESPN, e poi arrivarono in tv anche United States Wrestling Association e Global Wrestling Federation.